# Ernst Öpik
Ernst Julius Öpik (né le 22 octobre 1893 à Kunda et mort le 10 septembre 1985 à Bangor) est un astronome et astrophysicien estonien qui a passé la dernière partie de sa carrière en Irlande du Nord.

## Biographie
Öpik étudie à l'université d'État de Moscou où il se spécialise dans l'étude des objets mineurs : astéroïdes, comètes et météorites. Ses années d'études universitaires sont marqués par la révolution de 1917. En 1919, il joint un groupe de scientifiques pour établir l'université de Tachkent. Ressentant peu de goût pour le nouvel ordre soviétique, il retourne en Estonie devenu indépendante où il finit son doctorat à l'université de Tartu en 1923. Il reste en Estonie jusqu'en 1944, excepté pendant une période de quatre ans où il est invité au Harvard College Observatory.
En 1944, l'approche de l'Armée rouge le fait fuir, comme de nombreux estoniens à l'époque. Il vit, de 1944 à 1948, dans un camp de réfugiés en Allemagne, tout en devenant recteur de l'université balte en exil. En 1948, un poste lui est offert à l'observatoire d'Armagh, il émigre avec sa famille en Irlande du Nord. À partir des années 1960, début de l'exploration spatiale, il passe une moitié de l'année à l'université du Maryland jusque dans les années 1980. Il prend sa retraite à 90 ans tout en continuant quelques activités dans le domaine de l'astronomie et meurt deux ans plus tard.

## Recherches
En 1922, il prédit correctement la fréquence des impacts de cratère d'impact sur Mars, prédiction vérifiée par les sondes spatiales. Cette même année, il publie un article dans The Astrophysical Journal intitulé Une estimation de la distance de la nébuleuse d’Andromède. En utilisant une nouvelle méthode astrophysique basée sur la vitesse de rotation observée de la galaxie qui dépend de la masse totale autour de laquelle les étoiles tournent, et en supposant que la luminosité est la même que celle de notre galaxie. Il a ainsi trouvé une distance de 450 kpc, valeur conforme à d'autres estimations contemporaines et du même ordre de grandeur que celle actuellement admise (775 kpc). Ses résultats, associés à ceux de Knut Lundmark et Edwin Hubble mettrons définitivement fin au Grand Débat en donnant raison à l 'hypothèse d'Heber Curtis.
En 1932, il postule que l'origine des comètes se trouve dans un nuage cométaire bien au-delà de l'orbite de Pluton, ce réservoir de comètes est maintenant nommé nuage d'Oort ou parfois nuage d'Öpik-Oort. Bien que sa présence n'ait pas encore été détectée, son existence est largement admise dans la communauté scientifique. Il invente un appareil photographique pour l'étude des météores, et établit la théorie classique du vol atmosphérique des bolides, en montrant l'importance du phénomène d'ablation dans la dynamique des bolides. Il travaille aussi sur la constitution interne des étoiles et propose un modèle convectif du Soleil.

## Ouvrages
- (en) Ernst J. Öpik, The Oscillating Universe, Mentor, 1960
- (en) E. J. Öpik, Physics of Meteor Flight in the Atmosphere, Interscience Publishers, 1958 (lire en ligne)
- (en) Ernst Julius Öpik, Interplanetary encounters: Close-range gravitational interactions, Elsevier, 1976 (ISBN 978-0444413710)

## Distinctions et récompenses
Öpik est récompensé de nombreuses fois, entre autres, la médaille d'or de la Royal Astronomical Society en 1975 et la médaille Bruce en 1976. Il est membre de plusieurs sociétés savantes, Académie des sciences d'Estonie en 1938, Royal Society en 1949, Royal Irish Academy en 1954, membre associé de la National Academy of Sciences en 1975, membre honoraire de l'American Academy of Arts and Sciences en 1977.
L'astéroïde (2099) Öpik porte son nom.

### Notice nécrologique
- Astrophysics and Space Sci. V.124, No. 1/Jul(I), p. 1, 1986
- (en) Royal Astron. Soc. Quart. Jrn. V.27, No.3/Sep, p. 508, 1986

1. ↑  (en) Ernst Öpik, « An estimate of the distance of the Andromeda Nebula », Astrophysical Journal,‎ juin 1922, p. 406-410
2. ↑  (en) V. A. Bronshten, Physics of meteoric phenomena, D. Reidel Publishing Company, 1983, 356 p. (ISBN 978-94-009-7224-7), p. 4.